# Gare de Krimmeri-Meinau
La gare de Krimmeri-Meinau est une halte ferroviaire française de la ligne de Strasbourg-Ville à Strasbourg-Port-du-Rhin (vers Kehl en Allemagne), située à la limite des quartiers de la Meinau et de Neudorf à Strasbourg.
C'est une halte voyageurs de la Société nationale des chemins de fer français (SNCF), du réseau TER Grand Est, desservie par des trains express régionaux.

## Situation ferroviaire

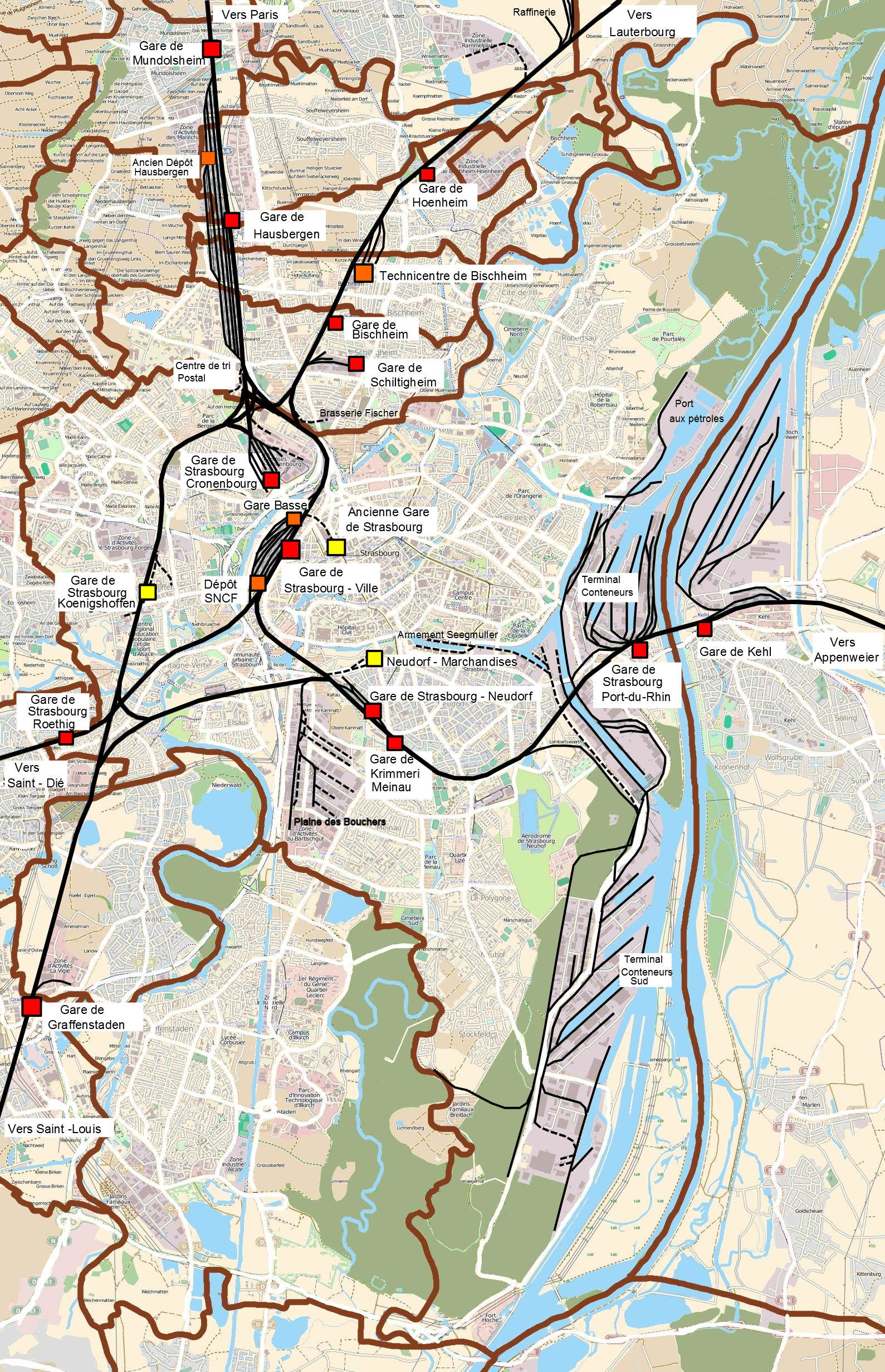
Plan du système ferroviaire de Strasbourg.

Établie à 139 m d'altitude, la gare de Krimmeri-Meinau est située au point kilométrique 3,270 de la ligne de Strasbourg-Ville à Strasbourg-Port-du-Rhin, entre les gares de Strasbourg-Neudorf et de Strasbourg-Port-du-Rhin (toutes deux ouvertes uniquement au trafic fret). Cette ligne permet l'accès au réseau ferré allemand.

## Historique
La gare de Krimmeri-Meinau a été inaugurée le 14 décembre 2003.
Elle est située à 200 mètres de la gare de Strasbourg-Neudorf (fermée au trafic voyageurs), en direction de Kehl, juste au niveau de l'ancien poste d'aiguillage n°4 aujourd'hui classé monument historique.
Le nom « Krimmeri » est en fait celui d'un cours d'eau, le Rhin Tortu en français, qui passe à proximité.
En novembre 2006, lors de la mise en service du Poste d'aiguillage informatique de Strasbourg ayant entrainé la fermeture de la gare centrale pour 48h, la gare de Krimmeri-Meinau a accueilli les trains TER 200 ainsi que les trains grandes lignes.
En juin 2007, les trains des lignes Sarrebourg - Saverne - Strasbourg et Niederbronn - Haguenau - Strasbourg qui se prolongeaient jusqu'à Krimmeri-Meinau sont supprimés. Les trains au départ de Krimmeri-Meinau et à destination de Sélestat, Saales, Haguenau et Sarrebourg sont aussi supprimés. Le nombre de trains en provenance de Wissembourg est également réduit.
En décembre 2011, le train Mommenheim - Strasbourg - Krimmeri-Meinau de 8h06 est supprimé (Strasbourg-Ville devenant le terminus), et cela malgré les protestations des usagers.
Entre 2010 et 2013, les dessertes en provenance et à destination de Sarreguemines sont réduites.
En 2012, la gare a une moyenne de 1090 montées-descentes par jour de semaine.
En 2014, la SNCF estime la fréquentation de la gare à 138 992 voyageurs.

## Fréquentation
De 2015 à 2024, selon les estimations de la SNCF, la fréquentation annuelle de la gare s'élève aux nombres indiqués dans le tableau ci-dessous.
| Année                      | 2015    | 2016    | 2017    | 2018    | 2019    | 2020    | 2021    | 2022    | 2023    | 2024    |
| -------------------------- | ------- | ------- | ------- | ------- | ------- | ------- | ------- | ------- | ------- | ------- |
| Voyageurs                  | 150 980 | 161 618 | 171 593 | 167 726 | 165 140 | 119 333 | 131 108 | 169 272 | 198 650 | 210 237 |
| Voyageurs et non voyageurs | 188 725 | 202 022 | 214 492 | 209 658 | 206 425 | 149 166 | 163 885 | 211 590 | 248 313 | 262 796 |

## Service des voyageurs

### Accueil
L'entrée de la halte se situe sous le pont de chemin de fer de l'avenue de Colmar. Elle ne dispose pas de guichet ouvert à la clientèle, mais est équipée d'un distributeur de titres de transport TER. Un escalier et un ascenseur permettent d'accéder au quai.

### Desserte
Krimmeri-Meinau est desservie par des trains du réseau TER Grand Est :
- Strasbourg-Ville – Kehl – Offenbourg (missions effectuées tous les jours, en TER ou par l'Ortenau-S-Bahn) ;
- Sarreguemines – Strasbourg-Ville – Krimmeri-Meinau (les jours ouvrés, uniquement aux heures de pointe).

### Intermodalité

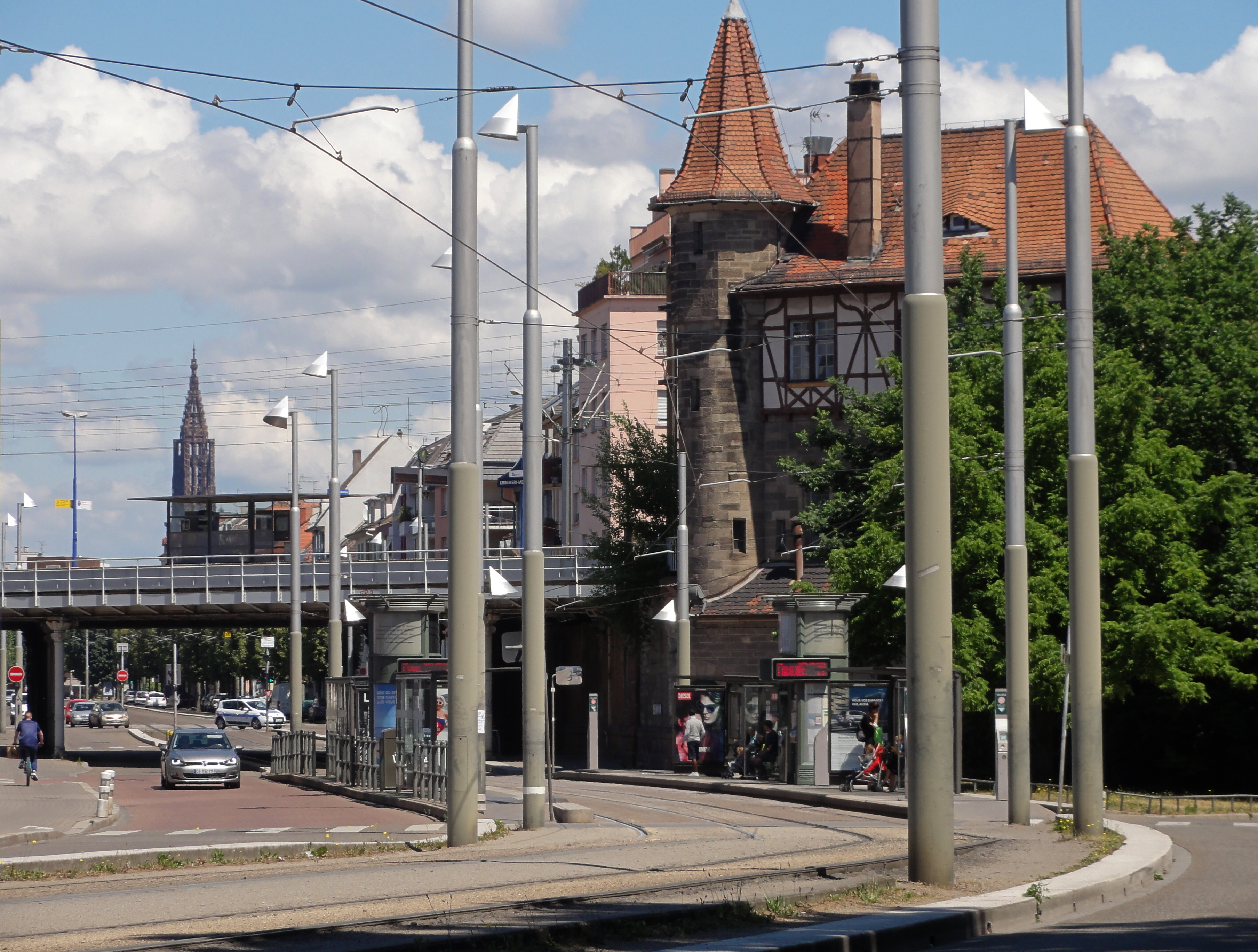
La station des lignes A et E du tramway de Strasbourg, la gare étant visible sur le pont.

La gare est en correspondance avec la station Krimmeri - Stade de la Meinau, desservie par les lignes A et E du tramway de Strasbourg.